# 瑞士海盜黨
瑞士海盜黨（德語：Piratenpartei Schweiz）是瑞士的一个政黨，是一个以瑞典海盗党模式为基础建立的政党。政黨在2009年7月12日成立於苏黎世當時大約有150人。2011年2月底。  PPS 大約擁有 1300 名黨員。
第一次選舉當選發生在2010年5月7日，當時 Marc Wäckerlin 選上了温特图尔市議員。
瑞士海盜黨的 Patrick Mächler 過去領導海盜黨國際(PPI)自2009年7月到2010年2月，國際海盜黨活動的傘狀組織。

## 2011年選舉
在3月13日，政黨在洛桑地區選舉獲得了 0.8% 的選票。同樣在4月3日，他們在蘇黎世區域選舉中獲得了 0.56% 的選票。

## 參照
1. ↑  . heise online（英语：heise online）. 2009-07-13  [2012-04-16] （德语）.
2. ↑  .   [2020-01-22]. （原始内容存档于2016-03-04）.
3. ↑  .   [2010-06-25]. （原始内容存档于2009-07-09）.
4. ↑  .   [2010-06-25]. （原始内容存档于2009-07-15）.
5. ↑  . Svenska Dagbladet（英语：Svenska Dagbladet）. 2009年7月12日  [2009年7月15日]. （原始内容存档于2009年7月15日） （瑞典语）.
6. ↑  Statistik 的存檔，存档日期2010-04-29., Piratenwiki, 2011年4月6日。
7. ↑  Grünliberale und Piratenpartei gewinnen in Winterthur （页面存档备份，存于）, Tagesanzeiger, 2010年3月7日.
8. ↑  Patrick Mächler steps down - Jerry Weyer Steps up! （页面存档备份，存于）, PPI, 2010年3月2日
9. ↑  About PPI （页面存档备份，存于）, 海盜黨國際。
10. ↑  .   [2011-10-03]. （原始内容存档于2018-01-08）.

## 外部連結
- 官方網站 （页面存档备份，存于）